# Natação nos Jogos Olímpicos de Verão de 2024 - Revezamento 4x200 m livre feminino
A prova do revezamento 4x200 m livre feminino da natação nos Jogos Olímpicos de Verão de 2024 ocorreu em 1 de agosto de 2024 na Paris La Défense Arena, em Paris. Um total de 73 nadadoras de 16 Comitês Olímpicos Nacionais (CON) participaram do evento.

## Qualificação
Para os revezamentos, um máximo de 16 equipes qualificadas em cada evento eram permitidas para totalizar de 112 equipes de revezamento; cada CON poderia inscrever apenas uma equipe por prova. As três melhores equipes em cada revezamento no Campeonato Mundial de Esportes Aquáticos de 2023 em Fukuoka, Japão, reservaram diretamente uma vaga, enquanto as treze equipes restantes competiram pela qualificação por terem os melhores tempos nas eliminatórias e finais nos resultados combinado de 2023 e do Campeonato Mundial de Esportes Aquáticos de 2024, em Doha, Catar.

## Formato
A competição consiste em duas rodadas: preliminares e final. As equipes com os oito melhores tempos nas baterias preliminares avançam a final. Desempates (swim-offs) são utilizados conforme necessário para quebrar os empates de avanço a próxima rodada.

## Calendário
Horário local (UTC+2)
| Data                | Horário | Fase         |
| ------------------- | ------- | ------------ |
| 1 de agosto de 2024 | 10:00   | Preliminares |
| 1 de agosto de 2024 | 20:30   | Final        |

## Medalhistas
|  | AUS Austrália                                                                                |  | USA Estados Unidos                                                                                  |  | CHN China                                                         |
|  | Mollie O'Callaghan Lani Pallister Brianna Throssell Ariarne Titmus Jamie Perkins Shayna Jack |  | Claire Weinstein Paige Madden Katie Ledecky Erin Gemmell Anna Peplowski Simone Manuel Alex Shackell |  | Yang Junxuan Li Bingjie Ge Chutong Liu Yaxin Tang Muhan Kong Yaqi |

1. 1 2 3 4 5 6 7  Participaram apenas das preliminares, mas também receberam medalhas.

## Recordes
Antes desta competição, os recordes mundiais e olímpicos da prova eram os seguintes:
| Tipo | Atleta | Tempo   | Local   | Data                |
| ---- | --- | ------- | ------- | ------------------- |
|      | AUS Austrália Mollie O'Callaghan (1:53.66) Shayna Jack (1:55.63) Brianna Throssell (1:55.80) Ariarne Titmus (1:52.41) | 7:37.50 | Fukuoka | 27 de julho de 2023 |
|      | CHN China Yang Junxuan (1:54.37) Tang Muhan (1:55.00) Zhang Yufei (1:55.66) Li Bingjie (1:55.30)                      | 7:40.33 | Tóquio  | 30 de julho de 2021 |

## Resultados

### Preliminares
As equipes com os oito melhores tempos, independente da bateria, avançam a final.
| Pos. | Bateria | Raia | CON                | Nadadoras | Tempo   | Notas |
| ---- | ------- | ---- | ------------------ | --- | ------- | ----- |
| 1    | 2       | 4    | AUS Austrália      | Lani Pallister (1:55.74) Jamie Perkins (1:56.78) Brianna Throssell (1:55.82) Shayna Jack (1:57.29)                        | 7:45.63 | Q     |
| 2    | 2       | 2    | HUN Hungria        | Nikolett Pádár (1:57.82) Lilla Minna Ábrahám (1:57.48) Ajna Késely (1:58.97) Panna Ugrai (1:57.98)                        | 7:52.25 | Q     |
| 3    | 2       | 5    | CHN China          | Tang Muhan (1:59.31) Kong Yaqi (1:59.33) Ge Chutong (1:57.88) Liu Yaxin (1:55.84)                                         | 7:52.36 | Q     |
| 4    | 1       | 4    | USA Estados Unidos | Anna Peplowski (1:57.98) Erin Gemmell (1:56.77) Simone Manuel (1:58.50) Alex Shackell (1:59.47)                           | 7:52.72 | Q     |
| 5    | 1       | 3    | BRA Brasil         | Maria Fernanda Costa (1:56.89) Stephanie Balduccini (1:57.93) Maria Paula Heitmann (1:59.43) Gabrielle Roncatto (1:58.56) | 7:52.81 | Q     |
| 6    | 2       | 3    | CAN Canadá         | Emma O'Croinin (2:00.27) Ella Jansen (1:58.25) Julie Brousseau (1:57.93) Mary-Sophie Harvey (1:56.58)                     | 7:53.03 | Q     |
| 7    | 1       | 5    | GBR Grã-Bretanha   | Freya Anderson (1:57.31) Abbie Wood (1:57.15) Lucy Hope (1:59.29) Medi Harris (1:59.74)                                   | 7:53.49 | Q     |
| 8    | 1       | 6    | NZL Nova Zelândia  | Erika Fairweather (1:56.04) Eve Thomas (1:59.29) Caitlin Deans (1:59.11) Laticia-Leigh Transom (1:59.93)                  | 7:54.37 | Q     |
| 9    | 2       | 1    | ITA Itália         | Sofia Morini (1:58.26) Giulia D'Innocenzo (1:58.43) Matilde Biagiotti (1:59.23) Giulia Ramatelli (1:59.37)                | 7:55.29 |       |
| 10   | 1       | 1    | GER Alemanha       | Isabel Gose (1:58.63) Nicole Maier (1:58.76) Julia Mrozinski (1:59.64) Nele Schulze (1:58.54)                             | 7:55.57 |       |
| 11   | 2       | 7    | ISR Israel         | Anastasia Gorbenko (1:58.30) Daria Golovaty (1:58.02) Ayla Spitz (2:01.02) Lea Polonsky (1:58.65)                         | 7:55.99 |       |
| 12   | 2       | 6    | NED Países Baixos  | Janna van Kooten (1:59.86) Imani de Jong (2:00.74) Silke Holkenborg (2:00.19) Marrit Steenbergen (1:56.79)                | 7:57.58 |       |
| 13   | 1       | 2    | JPN Japão          | Nagisa Ikemoto (1:58.68) Waka Kobori (1:58.53) Hiroko Makino (2:00.68) Rio Shirai (2:01.21)                               | 7:59.10 |       |
| 14   | 1       | 7    | FRA França         | Lucile Tessariol (2:00.01) Assia Touati (2:00.11) Marina Jehl (1:59.61) Anastasiia Kirpichnikova (2:00.25)                | 7:59.98 |       |
| 15   | 2       | 8    | ESP Espanha        | María Daza (2:01.42) Alba Herrero (1:59.43) Paula Juste (1:59.54) Ainhoa Campabadal (1:59.84)                             | 8:00.23 |       |
| 16   | 1       | 8    | TUR Turquia        | Gizem Güvenç (1:59.72) Ela Naz Özdemir (2:00.99) Ecem Dönmez (2:01.55) Zehra Bilgin (2:02.92)                             | 8:05.18 |       |

### Final
As três equipes mais rápidas na final conquistam as medalhas.
| Pos.              | Raia | CON                | Nadadoras | Tempo   | Notas            |
| ----------------- | ---- | ------------------ | --- | ------- | ---------------- |
| Medalha de ouro   | 4    | AUS Austrália      | Mollie O'Callaghan (1:53.52) Lani Pallister (1:55.61) Brianna Throssell (1:56.00) Ariarne Titmus (1:52.95)                 | 7:38.08 | Recorde olímpico |
| Medalha de prata  | 6    | USA Estados Unidos | Claire Weinstein (1:54.88) Paige Madden (1:55.65) Katie Ledecky (1:54.93) Erin Gemmell (1:55.40)                           | 7:40.86 |                  |
| Medalha de bronze | 3    | CHN China          | Yang Junxuan (1:54.52) Li Bingjie (1:55.05) Ge Chutong (1:57.45) Liu Yaxin (1:55.32)                                       | 7:42.34 |                  |
| 4                 | 7    | CAN Canadá         | Mary-Sophie Harvey (1:56.33) Ella Jansen (1:57.50) Summer McIntosh (1:53.97) Julie Brousseau (1:58.25)                     | 7:46:05 |                  |
| 5                 | 1    | GBR Grã-Bretanha   | Freya Colbert (1:55.95) Abbie Wood (1:56.57) Freya Anderson (1:56.15) Lucy Hope (1:59.56)                                  | 7:48.23 |                  |
| 6                 | 5    | HUN Hungria        | Nikolett Pádár (1:56.14) Lilla Minna Ábrahám (1:57.23) Ajna Késely (1:59.45) Panna Ugrai (1:57.70)                         | 7:50.52 |                  |
| 7                 | 2    | BRA Brasil         | Maria Fernanda Costa (1:56.06 ) Stephanie Balduccini (1:57.32) Maria Paula Heitmann (2:00.54) Gabrielle Roncatto (1:58.98) | 7:52.90 |                  |
| 8                 | 8    | NZL Nova Zelândia  | Erika Fairweather (1:56.82) Eve Thomas (1:59.48) Caitlin Deans (1:59.79) Laticia-Leigh Transom (1:59.80)                   | 7:55.89 |                  |

Legenda
| Recorde mundial      | Recorde mundial (World record)               |                       | Recorde africano                      | Recorde africano (African) |                                           | Q | Classificado por posição (Qualified) |
| Recorde olímpico     | Recorde olímpico (Olympic record)            | Recorde da América    | Recorde da América (Americas)         | q                          | Classificado por melhor tempo (Qualified) |   |                                      |
| Melhor marca do ano  | Melhor marca do ano (World leading)          | Recorde asiático      | Recorde asiático (Asian)              | DNS                        | Não largou (Did not start)                |   |                                      |
| Recorde nacional     | Recorde nacional (National record)           | Recorde europeu       | Recorde europeu (European)            | DNF                        | Não terminou (Did not finish)             |   |                                      |
| Recorde pessoal      | Recorde pessoal do atleta (Personal best)    | Recorde da Oceania    | Recorde da Oceania (Oceania)          | DSQ / DQ                   | Desclassificado (Disqualified)            |   |                                      |
| Recorde da temporada | Recorde da temporada do atleta (Season best) | Recorde sul-americano | Recorde sul-americano (South America) | NM                         | Sem marca (No mark)                       |   |                                      |